# Zubcov
Zubcov (in russo Зубцов?) è una città della Russia europea centrale, appartenente all'oblast' di Tver'; è il capoluogo del rajon Zubcovskij.
La cittadina si trova sulle sponde del fiume Vazuza, alla sua confluenza con il Volga, a 146 chilometri di distanza dal capoluogo regionale Tver'.
La città viene nominata in un documento del 1216; appartenne al principato di Tver' e ottenne lo status di città nel 1776.